# Карл Фойт
Карл Фойт (3 жовтня 1831, Амберг — 31 січня 1908, Мюнхен) — німецький фізіолог.

## Біографія
Народився Карл Фойт 3 жовтня 1831 року в Амбергу. 1855 року здобув освіту в Мюнхенському, Вюрцбурзькому та Геттінгенському університетах.
З 1856 по 1908 рік працював у фізіологічному інституті при Мюнхенському університеті, при цьому з 1860 року був професором фізіології та директором фізіологічного кабінету.
Основні наукові роботи стосувалися вивчення обміну речовин.